# Jim Obergefell
James Obergefell ( [ˈoʊbərɡəfɛl] OH-bər-gə-fel; Sandusky, 7 de julho de 1966) é um ativista norte-americano dos direitos civis que foi o principal autor no caso Obergefell v. Hodges da Suprema Corte dos EUA de 2015, que legalizou o casamento entre pessoas do mesmo sexo em todos os Estados Unidos. Obergefell processou o estado de Ohio em 2013 devido à falta de reconhecimento legal do estado do casamento de Obergefell com seu marido, John Arthur (1967–2013). Obergefell foi o candidato do Partido Democrata para o 89.º distrito legislativo da Câmara dos Representantes de Ohio nas eleições de 2022.

## Primeiros anos
James Obergefell nasceu em 7 de julho de 1966.
Obergefell se formou na Sandusky High School em 1984  e foi estudar na Universidade de Cincinnati, onde se formou em educação secundária e alemão. Ele cursou a pós-graduação na Universidade de Bowling Green State. Depois da faculdade, ele foi professor de alemão no ensino secundário. Em seus vinte e poucos anos, Obergefell se assumiu, primeiro para sua irmã mais velha. A morte de sua mãe precedeu sua revelação, mas o resto de sua família não ficou "surpreso nem perturbado". Embora seu pai nem sempre o apoiasse, Obergefell encontrou um relacionamento forte com sua tia Paulette.
Obergefell começou a frequentar uma Igreja Episcopal, mas depois se declarou ateu.

## Caso judicial
Em 2011, o parceiro de longa data de Obergefell, John Arthur, foi diagnosticado com esclerose lateral amiotrófica (ELA). Em julho de 2013, Obergefell e Arthur, gravemente doente, casaram-se legalmente em Maryland. No entanto, após se encontrarem com Al Gerhardstein, um advogado de direitos civis, eles foram informados de que, devido à proibição do casamento entre pessoas do mesmo sexo em Ohio, Obergefell não poderia ser listado como cônjuge sobrevivente de Arthur em sua certidão de óbito.
Eles entraram com uma ação judicial, e o caso de Ohio ficou conhecido como Obergefell v. Hodges. Um juiz federal concordou em ouvir o caso no dia seguinte ao julgamento devido à doença de Arthur. O juiz decidiu a favor de Obergefell, mas o estado de Ohio apelou para um tribunal superior e venceu, resultando no apelo de Obergefell à Suprema Corte dos EUA. Arthur morreu em outubro de 2013, e logo Obergefell dedicou seu tempo à legalização do casamento entre pessoas do mesmo sexo em todo o país com o caso da Suprema Corte Obergefell v. Hodges.
As duas questões que levariam Obergefell a recorrer à justiça seriam: 1) se era constitucional que os estados discriminassem entre casais gays e heterossexuais na concessão de licenças de casamento; e 2) se a Constituição exigia que todos os estados reconhecessem casamentos legais de casais do mesmo sexo realizados em outro estado. Obergefell v. Hodges foi decidido na sexta-feira, 26 de junho de 2015, com cinco dos nove juízes da Suprema Corte decidindo a favor de Obergefell. O juiz associado, Anthony Kennedy, que escreveu a opinião majoritária no caso, declarou no tribunal: "Nenhuma união é mais profunda do que o casamento, pois ele incorpora os mais elevados ideais de amor, fidelidade, devoção, sacrifício e família. Ao formar uma união matrimonial, duas pessoas se tornam algo maior do que eram antes." Após vencer o caso, Obergefell afirmou: "Isso confirma o que milhões de pessoas em todo o país já sabem ser verdade em seus corações: nosso amor é igual. As quatro palavras gravadas na fachada da Suprema Corte — ‘igualdade de justiça sob a lei’ — também se aplicam a nós." O presidente Barack Obama entrou em contato para parabenizar Obergefell e agradeceu "por sua liderança que mudou nosso país."
Obergefell declarou que não levou seu caso a justiça por razões financeiras. Segundo Obergefell, o reconhecimento federal de seu casamento lhe garantiria apenas 255 dólares em benefícios adicionais da Previdência Social e, potencialmente, um pequeno benefício por invalidez quando se aposentar.

### Aparições na imprensa
Em 2016, Obergefell foi convidado por Michelle Obama para participar do último discurso do Estado da União de Obama. Quando questionado sobre o evento, Obergefell disse: "Nós, o povo. Essa crença americana fundamental é a razão pela qual os outros demandantes pela igualdade no casamento e eu, e tantos outros antes de nós, nos levantamos para lutar por nossos direitos."
Quando o Juiz Kennedy se aposentou em 2018, Obergefell declarou que se sentia "desanimado" acreditando que a perda de Kennedy poderia ter repercussões negativas para a comunidade LGBTQ+, como a anulação do caso Obergefell v. Hodges. Obergefell afirmou que o legado do Juiz Kennedy foi prejudicado por sua decisão de se aposentar durante a presidência de Trump porque Obergefell "não confiaria em nenhum Juiz nomeado por este presidente para respeitar e proteger os direitos LGBTQ+".

## Carreira
Antes de sua experiência no tribunal, Obergefell foi consultor e corretor imobiliário em Ohio. Ele atuou como consultor junto com seu sócio Arthur. Após a vitória do caso na Suprema Corte em 2015, Obergefell passou um ano viajando pelo mundo para falar sobre o caso e sua própria vida.
Obergefell foi cofundador da Equality Vines, a primeira marca de vinhos com foco em causas que apoia organizações dedicadas aos direitos civis e à igualdade. Ele trabalha com a Keppler Speakers como palestrante e ativista. Ele também foi coautor do livro Love Wins (2017) com Debbie Cenziper. O livro explora a vida dos amantes e advogados que foram essenciais para a vitória no caso Obergefell v. Hodges.
Em fevereiro de 2016, logo após a decisão judicial, Obergefell mudou-se para Washington, D.C., para continuar seus esforços políticos. Após três anos de ativismo em D.C., Obergefell decidiu retornar a Ohio para ficar mais perto de sua família. Quando questionado sobre sua lembrança favorita de seu tempo em D.C., Obergefell disse: "Estar naquele tribunal e finalmente entender como o Juiz Kennedy [leu] a decisão que vencemos, e que John poderia finalmente descansar em paz. E que pessoas como nós em todo o país pudessem se casar, é difícil superar isso." Em uma entrevista de 2019 para a emissora WUSA (TV) de Washington, D.C., Obergefell disse que estava ansioso para trabalhar no avanço dos direitos LGBT e das minorias em nível estadual, começando por seu estado natal, Ohio, uma vez que progressos federais adicionais pareciam inatingíveis para ele na época.
Em janeiro de 2022, Jim Obergefell concorreu à Câmara dos Representantes de Ohio pelo 89.º distrito legislativo do estado, abrangendo os condados de Erie, Huron e Ottawa. Nas primárias democratas de agosto de 2022, Obergefell concorreu sem oposição e venceu. No entanto, foi derrotado pelo titular republicano DJ Swearingen.
Obergefell se voluntaria para celebrar casamentos, tendo celebrado oito casamentos entre pessoas do mesmo sexo e um casamento entre pessoas do sexo oposto após vencer seu caso.

## Vida pessoal

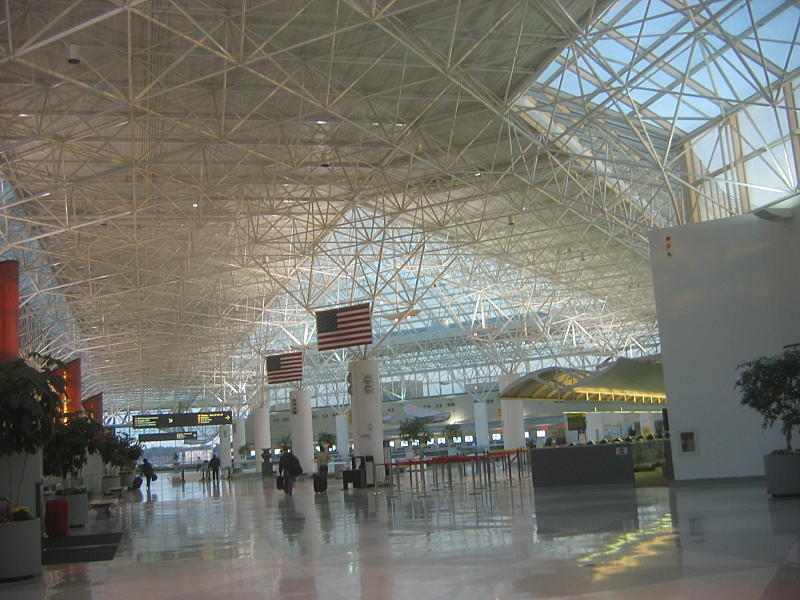
Obergefell deslocou-se até o Aeroporto Internacional de Baltimore-Washington para se casar com Arthur

No início da década de 1990, no Uncle Woody's, um bar perto da Universidade de Cincinnati, Obergefell conheceu John Arthur, o homem com quem viria a se casar. Eles começaram a namorar, foram morar juntos e trabalharam juntos em consultoria de TI e gerenciamento de relações com clientes em várias empresas. Vários anos depois do início do relacionamento, Arthur foi diagnosticado com ELA. Obergefell atuou como cuidador de Arthur pelo restante do relacionamento. Em 2013, Arthur ficou acamado e Obergefell e Arthur decidiram se casar. O casamento entre pessoas do mesmo sexo era ilegal em seu estado natal, Ohio, então amigos próximos e familiares do casal se uniram para alugar um avião com equipamento médico para o casal viajar para um estado onde o casamento entre pessoas do mesmo sexo era legal para o casamento.
Em 11 de julho de 2013, o casal conseguiu uma ambulância para escoltar Arthur até um avião particular que levou Arthur, Obergefell, uma enfermeira e a tia de Arthur, Paulette, que realizou a cerimônia, para o Aeroporto Internacional de Baltimore-Washington no Condado de Anne Arundel, Maryland, onde a cerimônia de casamento foi realizada enquanto o avião estava na pista. Arthur morreu em 22 de outubro de 2013.

## Prêmios e honrarias
Em 2016, o National Underground Railroad Freedom Center em Cincinnati homenageou Obergefell com o prêmio Everyday Freedom Hero. O prêmio é concedido a pessoas cujas ações são consideradas como reflexo dos ideais da underground railroad. O conselho municipal de Cincinnati declarou 28 de abril (o dia em que os argumentos orais foram feitos em Obergefell v. Hodges) o Dia de John Arthur em homenagem ao casal. O prefeito da cidade, John Cranley, referiu-se a Obergefell como uma "figura histórica" para a cidade e os Estados Unidos como um todo. Em 2015, Obergefell foi destaque nas listas Global Thinkers da Foreign Policy e Out 100 da revista Out. Ele também foi nomeado para o Conselho Consultivo Nacional da GLBT Historical Society e para o Conselho Consultivo da Mattachine Society de Washington, D.C. Obergefell também foi homenageado pela ACLU do Sul da Califórnia, pela Câmara Nacional de Comércio Gay e Lésbica e pela Faculdade de Direito da Universidade de Santa Clara.